# Nouvelle-Navarre
 (décembre 2021).
Si vous disposez d'ouvrages ou d'articles de référence ou si vous connaissez des sites web de qualité traitant du thème abordé ici, merci de compléter l'article en donnant les références utiles à sa vérifiabilité et en les liant à la section « Notes et références ».
La Nouvelle-Navarre (connue aussi comme Sonora et Sinaloa ou Nouvelle-Andalousie) était une province de la Vice-royauté de la Nouvelle-Espagne, créée en 1565.
À partir de 1776, la Nouvelle-Navarre fit partie du Commandement général des Provinces internes (Comandancia general de las Provincias Internas). Cette nouvelle division territoriale prévoyait un commandement unifié des provinces septentrionales de la Nouvelle-Espagne afin d'améliorer leur défense et de promouvoir leur développement. La ville de Arizpe, aujourd'hui dans le Sonora, fut la capitale de cette circonscription qui dépendait juridiquement de l'Audience royale de Guadalajara (Real Audiencia de Guadalajara).
Au lendemain de l'indépendance du Mexique, dans le cadre d'une constitution fédérale, la Nouvelle-Navarre donna naissance à l’éphémère Estado Interno de Occidente (1824-1830) dont la scission aboutit à la création des actuels États du Sonora et du Sinaloa.